# 大根田良樹
大根田 良樹（おおねだ よしき、1980年5月9日 - ）は、日本の俳優。千葉県千葉市出身。

## 来歴
1991年〜1999年まで劇団東俳にて演技を学ぶ。舞台を中心にテレビ・CMにも出演。主な出演作品は、・舞台/トムプロジェクトプロデュース『フリージャズ』、三田村組『分署物語IV〜かしら〜なか!!〜』、かめいどらぼ『空の耳〜Big　meを探せ』、・テレビ/TBS花王愛の劇場『私の生徒は十二人』、NHK連続テレビ小説『あぐり』、フジテレビ『家族曲線』、テレビ朝日『名探偵保健室のオバさん』、・CM/三菱電機企業CM『ハイビジョンシステム』ほか。

## 主な出演作品

### テレビドラマ
- 私の生徒は12人（TBS）
- 春よ、来い（NHK）
- あぐり（NHK）
- すずらん（NHK）
- ドラマ30 / 家族曲線（CBC）
- 名探偵保健室のオバさん（テレビ朝日）
- 相棒VI（テレビ朝日）
- アベレイジ2（フジテレビ）
- 左手に告げるなかれ（フジテレビ）
- HUNTER〜その女たち、賞金稼ぎ〜（フジテレビ）
- 老人ホーム「ハッピー・ロード」愉快な仲間たちの事件簿（テレビ東京）

### 映画
- アカツキ（自主映画、脚本・監督・出演　2008年）
- シン・ゴジラ（2016年）[1]
- 怪人の偽証 冨樫興信所事件簿（2024年） - 主演・富樫 役[2]

### 舞台
- トムプロジェクトプロデュース 『フリージャズ』（2000年）
- 三田村周三プロデュース 『分署物語II〜愛しき男たち〜』（2001年）
- 三田村組 『分署物語III〜整列休め!!〜』（2003年）
- かめいどらぼ 『3150万秒と、少し』（2005年）
- 三田村組 『分署物語IV〜かしら〜なか!!〜』（2005年）
- かめいどらぼ 『空の耳〜Big meを探せ〜』（2006年）
- 熱帯倶楽部 『デンキ島』（2007年）
- 1970 PROJECT Vol.2  『不毛会議』（2008年）
- みつわ会 『暮れがた』（2008年）
- 『余命1ヶ月の花嫁』（2010年）

### CM
- 三菱電機『ハイビジョンシステム』
- ろうきん『いまこそ、ろうきん。篇』（2010年）